# Roberto Barzanti
Roberto Barzanti (ur. 24 stycznia 1939 w Monterotondo Marittimo) – włoski polityk i samorządowiec, poseł do Parlamentu Europejskiego II, III i IV kadencji.

## Życiorys
Studiował historię i literaturę na Uniwersytecie w Pizie, kształcił się następnie w Scuola Normale di Pisa. Był działaczem Włoskiej Partii Komunistycznej, a po kolejnych przemianach partyjnych działał w Demokratycznej Partii Lewicy i Demokratach Lewicy. W 2007 dołączył do Partii Demokratycznej.
W latach 1969–1974 był burmistrzem Sieny, następnie asesorem w rządzie regionalnym Toskanii (do 1979) i asesorem we władzach miejskich Sieny (do 1984). W latach 1984–1999 sprawował mandat eurodeputowanego II i III (z ramienia PCI) oraz IV (z listy PDS) kadencji. Był m.in. przewodniczącym Komisji ds. Młodzieży, Kultury, Edukacji, Środków Masowego Przekazu i Sportu, a także wiceprzewodniczącym Europarlamentu. Pracował także jako nauczyciel w instytucie dla obcokrajowców w Sienie, a także wykładowca uniwersytetów w Rzymie, Florencji, Sienie i Pizie. W 2004 został prezesem stowarzyszenia kulturalnego Venice Days.
Odznaczony Kawalerią Krzyża Wielkiego Orderu Zasługi Republiki Włoskiej (2010).